# Epir
Epir je povijesna i zemljopisna regija, danas podijeljena između Albanije i Grčke.
U antičko doba Epir je obuhvaćao čitavu zapadnu obalu Grčke, na sjeveru od Korintskog zaljeva, uključujući i južnu polovinu današnje Albanije.

## Etimologija
Naziv pokrajine potekao je od grčke riječi Ἤπειρος Epeiros, što znači kopno.

## Povijest
Područje Epira naseljeno je još od paleolitika. Tijekom 2. tisućljeća pr. Kr. doseljavaju se Dorani koji na teritoriji Epira osnivaju državnu tvorevinu.
Epir je za vrijeme Trećeg makedonskog rata, uvučen u sukob između Makedonaca i Rima te je naposljetku 146. pr. Kr. potpao pod Rimljane.
U ranom srednjem vijeku dio je Bizantskog Carstva, da bi 1204. godine, nakon osnivanja Latinskog Carstva u Carigradu, 1205. u Epiru bila osnovana despotovina pod vlašću bizantske dinastije Angela.
Tijekom 14. stoljeća obnovljeno Bizantsko Carstvo pripojilo je epirsku despotovinu matičnom teritoriju. Poslije kraće vlasti Dušanove Srbije, Epir je u 15. stoljeću pao pod tursku vlast.
Oslobađanjem od Turaka 1881. i odlukom Londonske konferencije 1913. godine, južni Epir sjedinjen je s oslobođenom Grčkom, a sjeverni je pripao novoosnovanoj Albaniji.